# François Dagognet
François Dagognet (Langres, 24 april 1924 - Avallon, 2 oktober 2015) was een Frans filosoof. Geïnspireerd door auteurs zoals Gaston Bachelard en Georges Canguilhem schreef hij uitvoerig over wetenschap, geneeskunde, biologie en chemie. In veel van zijn werken focust hij ook op de rol van beeld en schrift in kunst en wetenschap. Hij had naast een opleiding in de filosofie ook een doctoraat in de geneeskunde.